# Reunion Island Challenger 2004
Il Reunion Island Challenger 2004 è stato un torneo di tennis facente parte della categoria ATP Challenger Series nell'ambito dell'ATP Challenger Series 2004. Il torneo si è giocato a Riunione in Francia dal 22 al 27 novembre 2004 su campi in cemento indoor.

## Vincitori

### Singolare
Michal Tabara ha battuto in finale  Philipp Kohlschreiber con il punteggio di 6–1, 2–6, 6–4

### Doppio
Sanchai Ratiwatana /  Sonchat Ratiwatana hanno battuto in finale  Michel Kratochvil /  Jiří Vaněk per walkover